# Tentativa de lovitură de stat din Togo din 1986
Tentativa de lovitură de stat din Togo din 1986 a fost o tentativă de lovitură de stat care a avut loc în țara vest-africană a Togo la 23 septembrie 1986. Tentativa de lovitură de stat a constat dintr-un grup de aproximativ 70 de disidenți înarmați, ajunși în capitala Lomé din Ghana, într-o încercare nereușită de a răsturna guvernul președintelui Gnassingbé Eyadéma.

## Tentativa de lovitură de stat
Conform relatărilor de la radio, la aproximativ ora 20:00 UTC, rebelii au intrat în Lomé (aflat la granița cu Ghana) în aproximativ 30–40 de camioane. S-au îndreptat direct spre o tabără militară în care locuia Eyadéma și au deschis focul cu arme automate și lansatoare de rachete.
Rebelii au atacat și postul de radio și sediul partidului APT (Adunarea Poporului Togolez) aflat la guvernare.
O relatare radio a anunțat că atacul rebelilor a fost respins de un contraatac condus de Eyadema însuși. Zdrobirea tentativei de lovitură de stat a implicat utilizarea trupele forțelor armate togoleze și a avioanelor de război. Cel puțin 14 sau 13 oameni au fost uciși în luptele care au avut loc în stradă pe parcursul nopții, iar 19 dintre rebeli au fost prinși. 6 civili au fost, de asemenea, uciși, a informat postul de radio de stat.

## Consecințe
Granița dintre Ghana și Togo a fost închisă. Oamenilor li s-a ordonat să nu rămână în stradă, iar în Lomé s-a impus o restricție de circulație pe perioadă nedeterminată.
În urma solicitării lui Eyadéma pentru ajutor militar al Franței, Ministerul Apărării francez a declarat, la 26 septembrie, că trimite avioane de război și trupe în Togo. Ministerul a declarat că trupele au fost trimise în conformitate cu un acord cu Togo din 1963.
Eyadéma a fost reales fără să aibă un candidat la alegerile prezidențiale din 21 decembrie 1986 și a continuat să guverneze țara până la moartea sa, la 5 februarie 2005.